# Dente incluso
Dente incluso, também denominado dente impactado ou dente retido, é um dente que não consegue irromper na cavidade bucal até atingir sua posição normal na arcada, dentro do período esperado.

## Etiologia
As inclusões mais frequentes ocorrem com dentes que fazem erupção mais tardia, ou seja, os terceiros molares. Há três categorias de fatores que estão relacionados com a inclusão dental: os fatores locais, os gerais e os diversos.

### Fatores locais
- Deficiência de desenvolvimento maxilar ou mandibular associada ao tamanho dos dentes (coroa/raiz), o que origina falta de espaço na arcada.
- Condensação óssea, o que limita o movimento de erupção normal do dente.
- Fibromucosa espessa ou sua inflamação.
- Anquilose de dentes temporários, o que altera a cronologia de erupção.
- Alteração da posição dos dentes permanentes devido à falta de tratamento conservador dos dentes temporários.
- Presença de dentes supranumerários.

### Fatores gerais
Acredita-se que doenças como anemia, distúrbios endócrinos e nutricionais favoreçam as inclusões dentárias, por interferirem no desenvolvimento ósseo. Enfermidades metabólicas do cálcio, como por exemplo o raquitismo, podem ocasionar anomalias de erupção dentária.

### Fatores diversos
- Parto com fórceps, o que pode promover traumatismo na face.
- Hábitos alimentares com dieta menos consistente, o que acarreta um subdesenvolvimento dos maxilares, que por isto dispõem de espaço insuficiente para a erupção dentária.

## Classificação
Genericamente, as inclusões classificam-se em três diferentes tipos:

### Inclusão óssea
É caracterizada  pela inclusão completa do dente no interior  do tecido ósseo, que o cerca de todos os lados.

### Inclusão submucosa
Ocorre quando um dente está no interior do tecido ósseo, exceto uma parte da coroa, recoberto pela fibromucosa.

### Semi-incluso
Ocorre quando o dente já rompeu a fibromucosa que o recobria, mas não terminou sua erupção.

## Incidência
Segundo a maioria dos autores, a incidência das inclusões é:
- Terceiro molar inferior
- Terceiro molar superior
- Canino superior
- Canino inferior
- Pré-molar
- Incisivos
- e primeiros e segundos molares.

## Indicações à remoção
Todos os dentes impactados devem ser considerados para remoção tão logo o diagnóstico seja feito. A idade média para completar a erupção dos terceiros molares é 20 anos, entretanto, a erupção pode continuar até a idade de 25 anos. Durante o desenvolvimento normal, o terceiro molar inferior começa a uma angulação horizontal; como o dente se desenvolve e a mandíbula cresce, a angulação muda de horizontal para mesioangular e para vertical. Falha na rotação mesioangular para direção vertical é a causa mais comum de os terceiros molares se tornarem impactados. O segundo maior fator é a dimensão mesiodistal do dente versus o comprimento da mandíbula, assim como o espaço inadequado existente no processo alveolar anterior em relação à margem anterior do ramo para permitir a erupção do dente em sua posição.
Como mencionado anteriormente, alguns terceiros molares continuam a erupcionar depois dos 20 anos, particularmente em homens, chegando em sua posição final aos 25 anos. Múltiplos fatores são associados à erupção continuada. Quando a erupção tardia ocorre, o dente não-erupcionado está quase sempre coberto apenas por tecido mole ou de modo muito leve, por osso.
Esses dentes estão quase sempre na posição vertical e são relativamente posicionados de forma superficial em relação ao plano oclusal do segundo molar adjacente, e o desenvolvimento completo da raiz é tardio.
Finalmente, e possivelmente o mais importante, existe a necessidade de espaço suficiente entre a margem anterior do ramo e o segundo molar para permitir a erupção. 1-2 Do mesmo modo, se o dente não erupciona depois dos 20 anos, o recobrimento com osso é mais provável. Em adição, possivelmente o dente está em impacção mesioangular e localizado abaixo do processo alveolar, próximo ao nível cervical do segundo molar adjacente. Por esta razão, o dentista pode usar esses parâmetros para predizer se o dente irá erupcionar no arco ou permanecerá impactado.
A remoção precoce reduz a morbidade pós-operatória e permite uma melhor cicatrização. 3-6 Pacientes jovens toleram bem o procedimento, recuperam-se mais rapidamente e com menos interferência em seus cotidianos. A saúde periodontal é melhor em pacientes jovens devido à melhor e mais completa regeneração dos tecidos periodontais distais ao segundo molar. Acontece  o mesmo, na recuperação do nervo em pacientes jovens, quando
lesionado. Além disso, o procedimento é mais fácil de ser realizado em pacientes mais jovens porque o osso é menos denso e a formação da raiz está incompleta. O momento ideal para a remoção dos terceiros molares impactados é quando as raízes estão com 1/3 formado e antes de dois terços estarem formados, geralmente durante os últimos anos da adolescência, idade entre 17 e 20 anos.
Se dentes impactados são deixados no processo alveolar, é altamente provável que resultarão em um ou mais de muitos problemas. 

### Prevenção de Doença Periodontal
Dentes erupcionados adjacentes a dentes impactados são predispostos à doença periodontal. A simples presença de um terceiro molar inferior impactado reduz a quantidade de osso distal ao segundo molar adjacente. Devido à grande dificuldade da superfície do dente ser mantida limpa em seu aspecto distal do último dente da arcada, os pacientes comumente têm inflamação gengival com migração apical da junção gengival na  face distal do segundo molar. Mesmo com gengivite, as bactérias causadoras têm acesso a uma grande porção da superfície
radicular, que resulta em formação radicular precocemente comprometida pela periodontite. Pacientes com terceiros molares inferiores impactados frequentemente têm bolsas periodontais profundas na região distal do segundo molar, ainda que tenham profundidade sulcular normal no restante da boca.
O problema periodontal acelerado que resulta da impacção do terceiro molar é especialmente sério na maxila. Assim como as bolsas periodontais se expandem apicalmente, elas começam a envolver a bifurcação distal do segundo molar superior. Isso ocorre relativamente cedo, acarretando avanços mais rápidos e sérios na doença periodontal. Em adição, o tratamento da doença periodontal ao redor do segundo molar superior é mais difícil devido ao envolvimento da bifurcação distal.
Pela remoção precoce de terceiros molares impactados, a doença periodontal pode ser prevenida e a probabilidade de reparo ósseo e preenchimento ósseo ideal na área previamente ocupada pela coroa do dente é maior. 

### Prevenção de Cáries Dentárias
Quando um terceiro molar está impactado ou parcialmente impactado, a região distal do segundo molar pode ser exposta a bactérias que causam a cárie dentária. Igualmente, em situações onde nenhuma comunicação óbvia entre a boca e o dente impactado exista, essa poderá ser uma comunicação sufi ciente para permitir o início da cárie.

### Prevenção de Pericoronite
Quando a raiz está parcialmente impactada com grande quantidade de tecido mole em excesso na superfície axial e oclusal, o paciente frequentemente tem um ou mais episódios de pericoronite. 9 Esta é uma infecção do tecido mole que circunda a coroa de um dente parcialmente impactado e é quase sempre causada pela flora oral normal. Para a maioria dos pacientes as bactérias e as defesas do hospedeiro mantêm uma harmonia delicada, mas esse equilíbrio normal das defesas do hospedeiro não pode ser eliminado por bactérias.
Se as defesas do hospedeiro estão comprometidas (p. ex.,
durante uma doença simples, como gripe ou uma infecção das vias aéreas superiores, ou em decorrência de drogas imunocomprometedoras), a infecção pode ocorrer. Deste modo, apesar de o dente impactado ter estado presente por algum tempo sem infecção, se o paciente sentir uma redução das defesas do hospedeiro, mesmo que branda e transitória, comumente resultará  em pericoronite e poderá ter consequência mesmo sem nenhum problema imunológico.
- Dificuldades na higienização na região de segundos e terceiros molares promove a instalação de doença periodontal e caries, podendo comprometer a permanência desses elementos dentais se não forem diagnosticadas e tratadas.
- Finalidades protéticas: dentes inclusos devem ser removidos antes da confecção de próteses dentárias, para não comprometer sua estabilidade futura.
- Cistos e tumores odontogênicos podem surgir quando estão presentes os dentes inclusos, quando devemos fazer um controle radiográfico nessas inclusões, avaliando o espaço folicular ao redor da coroa do dente (maior que 3 mm é sugestivo de processo de degeneração do saco pericoronário em cisto dentígero ou ameloblastoma).
- A inclusão dos terceiros molares inferiores na região do ramo mandibular origina uma área com menor quantidade de tecido ósseo aumentando a fragilidade da mandíbula diante de um impacto, podendo ocasionar fratura de mandíbula.
- Pacientes que necessitam de retração de segundos e primeiros molares por meios de técnicas ortodônticas. A presença de terceiros molares pode interferir no tratamento.
- Pericoronarite: ocorre quando na erupção parcial do terceiro molar inferior, quando o saco pericoronário passa a funcionar como uma bolsa, ocorrendo a penetração de alimentos no festão gengival ou traumatismo mecânico da oclusão, originando a pericoronarite. Os acidentes de erupção do terceiro molar devem-se à infecção do saco pericoronário associada a um processo inflamatório bacteriano, Acompanhado de trismo (masseter e bucinador), linfoadenopatia, febre.

## Contraindicações à remoção
As contraindicações à remoção de dentes inclusos envolvem basicamente o estado físico geral do paciente. Em pacientes debilitados, aguarda-se o momento oportuno para a intervenção.
Nos processos agudos locais, quando os benefícios potenciais forem maiores que as complicações e riscos potenciais, deve-se realizar o procedimento. Caso contrário, o procedimento deve ser adiado.
No entanto, a remoção de um dente impactado que seja assintomático não é um consenso médico: o monitoramento regular desse tipo de dente pode ser uma estratégia mais prudente e também de melhor custo-benefício e abrir caminho para que, no futuro, esse dente impactado seja utilizado para a instalação de um implante.

## Cirurgia

### Caninos e pré-molares

#### Tipos de inclusão
- Inclusão vestibular.
- Inclusão palatina.
- Inclusão mista: situada parte no vestíbulo e parte na abóbada palatina, cruzando o processo alveolar.
- Inclusão sob/sobre os ápices dos dentes contíguos.
- Inclusão em edêndulos.
- Situados em posição pré-eruptiva.
- Inclusão raras - fora do processo alveolar.

#### Tipos de incisão
- Incisão de Partsch (superior e inferior).
- Incisão de de Newmann (trapezoidal) superior e inferior.
- Incisão de Wassmund.
- Incisão de interpapilar.
- Incisão tipo mentoplastia (incisão curvilínea na parte interna do lábio inferior).

#### Vias de acesso para dente superior
Técnica para cirurgia dos dentes inclusos ântero-superior por acesso palatino.

##### Acesso palatino

###### Anestesia
Faz-se anestesia infra-orbitária do lado da inclusão, e nas retenções bilaterais, anestesia infra-orbitária em ambos os lados. Anestesia do nervo nasopalatino e dos nervos palatinos anteriores.

###### Incisão
Faz-se incisão interpapilar na fibromucosa palatina no colo dos dentes no sentido perpendicular da abobada palatina até o osso, de primeiro molar até os incisivos nas inclusões unilaterais e incisões de primeiro molar até primeiro molar do lado oposto nas inclusões bilaterais. As incisões transversais na abóbada palatina devem ser evitadas pelo risco de lesão dos vasos que aí transitam. As lesões da artéria palatina podem causar necrose da fibromucosa do mesmo lado.

###### Deslocamento mucoperiosteal
É feito com deslocadores rombos, cuidadosamente para não lesar a fibromucosa e o periósteo, obtendo o retalho ampliado com acesso cirúrgico satisfatório. Em seguida, imobiliza-se o retalho passando um ponto na fibromucosa e fixa-se o fio de sutura no molar do lado oposto.

###### Ostectomia
É realizada com brocas cirúrgicas ou cinzel e martelo. Deve ser feita de forma a expor toda a coroa e parte da raiz. Nos caninos inclusos, a ostectomia deve ser feita no maior diâmetro da coroa, para facilitar sua remoção da cavidade óssea, pois o principal obstáculo na remoção dos caninos retidos está na coroa e não em sua raiz. Com o método de odontossecção, a quantidade de ostectomia é reduzida. A ostectomia é realizada com brocas cirúrgicas esféricas n° 8, efetuando orifícios circundando a coroa e terço radicular do incluso, seguida pela união dos orifícios criados, seccionando o osso. Em seguida, com a broca cirúrgica de fissura 702 corta-se o dente na região de colo. Seccionando o dente introduz-se elevador reto com movimento rotatório, separando raiz e coroa.

###### Remoção das partes seccionadas
Removida a coroa, tem-se um amplo espaço para a remoção da raiz. Pode ser realizado na raiz um orifício com broca esférica e em seguida com um elevador faz-se a remoção da raiz.

###### Toalete da região cirúrgica
Inspeciona-se cuidadosamente a cavidade óssea, remove-se espículas ósseas ou dentes que possam ter ficado na cavidade e elimina-se o saco pericoronário com uma pinça hemostática,Pinça goiva tesoura, descolador ou curetas. A omissão na manobra de remoção do saco pericoronário pode trazer transtornos infecciosos e tumorais.

###### Sutura
Faz-se um sangramento preenchendo a cavidade óssea e em seguida coapta-se o retalho em sua posição normal, faz-se uma compressão com gaze em todo o retalho e em seguida sutura-se com pontos interpapilares, seda 3-0 ou 4-0 agulhado ou fios reabsorvíeis de ácido poliglicólico. Deve-se evitar o uso de mononáilon devido à irritação do fio na língua e bochechas originando aftas.

##### Acesso vestibular

###### Anestesia
Faz-se anestesia infra-orbitária nervo nasopalatino e dos nervos palatinos na região do dente incluso.

###### Incisão
Pode ser feita uma incisão semilunar ou uma incisão de Newmann ou Newmann modificada. A incisão deve ser ampla o suficiente para o acesso ao dente incluyso, como para a reposição do retalho, de forma a acomodar a suturasobre o tecido ósseo e priósteo e não a sutura sobre a cavidade óssea.

###### Deslocamento mucoperiosteal
Deve ser realizado de forma cuidadosa envolvendo o periósteo, sem lesá-lo, evitando traumatismos que possam reperutir sobre a vitalidade do tecido gengival.

###### Ostectomia
É realizada com brocas cirúrgicas ou cinzel e martelo. A tábua vestibular não tem a dureza e a solidez da abóbada palatina, permitindo uma ostectomia mais facil. Irrigação farta com soro fisiológico estéril deve ser realizada, evitando-se necrose óssea e infecção no pós-operatório.

###### Remoção do dente
Pode ser realizada com odontosecção, com elevadores retos aplicados com movimentos rotatórios entre o dente e parede óssea.

###### Toalete da região cirúrgica
Removem-se o saco pericoronário, restos dentários e ósseos.

###### Sutura
É feita com pontos isolados com fio de seda 3-0 ou 4-0.

#### Vias de acesso para dente inferior

##### Acesso vestibular

###### Anestesia
Faz-se um bloqueio unilateral ou bilateral no nervo mentual, bloqueio do nervo lingual, infiltração na região de lingual, infiltração na área a ser incisada.

###### Incisão
Depende da altura da inclusão, a qual deve proporcionar um retalho sufiente para o acesso cirúrgico.

###### Deslocamento mucoperiosteal
Com um descolador faz-se esta manobra descolando o retalho mucoperiosteal e afasta-se de maneira a não traumatizar o retalho.

###### Ostectomia
É feita com brocas cirúgicas.

###### Remoção do dente
Pode ser realizada com odontosecção, com elevadores retos aplicados com movimentos rotatórios entre o dente e parede óssea.

###### Toalete da região cirúrgica
Removem-se o saco pericoronário, restos dentários e ósseos.

###### Sutura
Reposiciona-se o retalho, mantendo comprimido sobre sua posição e sutura-se com pontos isoloados com fio de seda 3-0 e 4-0.